# Flash Gordon - La grande avventura
Flash Gordon - La grande avventura (Flash Gordon: The Greatest Adventure of All) è un lungometraggio d'animazione televisivo, prodotto nel dalla Filmation e dalla King Features Syndicate, della durata di 95 minuti, e trasmesso per la prima volta nel 1982. È un midquel dalla serie animata del 1979 The New Adventures of Flash Gordon, e ispirato all'omonimo personaggio dei fumetti fantascientifici ideato nel 1934 da Alex Raymond.

## Edizione italiana
Doppiaggio eseguito dalla Pentaphone; traduzione di Silvia Carli, adattamento dialoghi e direzione Danilo Bruni, missaggio di Marco Trivellato, tecnico del suono Fabio Pizzinat.